# خويتلة (اليعربية)
خويتلة  قرية سورية تتبع ناحية اليعربية في منطقة المالكية التابعة لمحافظة الحسكة. بلغ عدد سكانها 407 نسمة عام 2004. تقع في أرض تلالية تكثر فيها الأودية السيلية ومنها تتشكل بدايات وادي عقلة ، وهي تبعد 12 كلم إلى الشمال الشرقي لبلدة اليعربية .يعمل سكانها بالزراعة البعلية ومن حاصلاتها:  القمح والشعير ، إلى جانب تربية الأغنام ، ويعمل بعضهم في حقول نفط رميلان . تشرب من مياه الآبار السطحية .تربطها بمركز الناحية طريق معبدة.